# Pentila catori
Pentila catori är en fjärilsart som beskrevs av Bethune-Baker 1906. Pentila catori ingår i släktet Pentila och familjen juvelvingar. Inga underarter finns listade i Catalogue of Life.